# Voormezeele Enclosure No.3
Voormezeele Enclosure No.3 is een Britse militaire begraafplaats met gesneuvelden uit de Eerste Wereldoorlog, gelegen in het Belgische dorp Voormezele. De begraafplaats werd ontworpen door Edwin Lutyens en ligt aan de noordelijke rand van de dorpskern. Ze heeft een min of meer rechthoekig grondplan met een oppervlakte van ongeveer 5.740 m² en wordt omsloten door een bakstenen muur. Aan de zuidoostelijke zijde staat de Stone of Remembrance en achteraan staat het Cross of Sacrifice. Aan de straatzijde wordt de open toegang gemarkeerd door twee witte stenen paaltjes, verbonden door een ketting. Iets zuidelijker aan de overkant van de straat ligt de begraafplaats Voormezeele Enclosures No.1 and No.2. 
De begraafplaats wordt onderhouden door de Commonwealth War Graves Commission.
Er worden 1.612 doden herdacht, waarvan 609 niet geïdentificeerde. 

## Geschiedenis
Voormezele lag tijdens de Eerste Wereldoorlog vlak bij de frontlijn van de Ieperboog, in geallieerde gebied. Het dorp raakte bijna volledig verwoest. In het dorp werden oorspronkelijk vier begraafplaatsen, zogenaamde "enclosures", aangelegd, waarvan Voormezeele Enclose No. 3 de grootste is. De begraafplaats werd in gebruik genomen in het voorjaar van 1915 door de Princess Patricia's Canadian Light Infantry en tijdens de oorlog uitgebreid door andere eenheden. In het voorjaar van 1918 rukten de Duitsers tijdens hun lenteoffensief op tot Voormezele. In het najaar werd het gebied heroverd en werden hier weer gesneuvelden uit het eindoffensief begraven.
Er werden hier in 1918 ook enkele Fransen begraven, maar zij werden na de oorlog naar elders overgebracht. De begraafplaats werd na de wapenstilstand uitgebreid met gesneuvelden uit de omliggende slagvelden en uit kleinere begraafplaatsen. Voor 15 slachtoffers werden Special Memorials opgericht omdat hun graven niet meer gelokaliseerd konden worden en men neemt aan dat ze onder naamloze grafzerken liggen. Voor 5 gesneuvelden werd een Duhallow Block opgericht omdat ze oorspronkelijk op Pheasant Wood Cemetery lagen, maar waar men hun graven niet meer kon terugvinden. 
Onder de geïdentificeerde doden zijn er 1.498 Britten, 99 Canadezen, 11 Australiërs, 2 Nieuw-Zeelanders, 1 Zuid-Afrikaan en 1 Duitser.
De begraafplaats werd in 2009 beschermd als monument.

## Graven
- Hier ligt George Llewelyn Davies, onderluitenant bij het King's Royal Rifle Corps begraven. Hij was met z'n broers de inspiratiebron voor J.M. Barrie's toneelstuk Peter Pan.

### Onderscheiden militairen
- Francis Douglas Farquhar, luitenant-kolonel bij de Princess Patricia's Canadian Light Infantry (Eastern Ontario Regiment) en Herbert Cecil Buller, majoor bij de Rifle Brigade werden onderscheiden met de Distinguished Service Order (DSO).
- majoor Thomas Kelly, kapitein Chafen Cecil Newman en de luitenants John Brown en James Kirk Simpson werden onderscheiden met het Military Cross (MC). Kapitein Philip Edwin Leybourne ontving tweemaal het Military Cross (MC and Bar).
- de sergeanten Bernard Henry Dugmore en H. Randall werden onderscheiden met de Distinguished Conduct Medal (DCM). De sergeant-majoor George Warren ontving deze onderscheiding tweemaal (DCM and Bar).
- de compagnie sergeant-majoors G. Hammond en W.E. Cave, de sergeanten Harry P. De Courcy, W. Hasleden en Leonard Pittard, kanonnier T.W. French, de korporaals William Platts en Allen Lush, artillerist D. Hughes en de soldaat David V. George werden onderscheiden met de Military Medal (MM).

### Minderjarige militairen
- William Dulgarians Crrombie, soldaat bij de Queen's Own (Royal West Kent Regiment) was slechts 16 jaar toen hij sneuvelde.
- de korporaals William G. Port en Martin Hicks en de soldaten F. Bynam en Henry E. Carter waren slechts 17 jaar toen ze sneuvelden.

### Aliassen
- kapitein R.G.R. Mansfield diende onder het alias Frederick Fitzgerald bij de Princess Patricia's Canadian Light Infantry (Eastern Ontario Regiment).
- korporaal M.J. Rousinthol diende onder het alias Joseph Page bij de Canadian Infantry.
- soldaat Fred Robinson diende onder het alias N. McLeod bij de Princess Patricia's Canadian Light Infantry (Eastern Ontario Regiment).